# Щавель украинский
Щавель украинский (лат. Rumex ucranicus) — вид травянистых растений рода Щавель (Rumex) семейства Гречишные (Polygonaceae).

## Ботаническое описание
Однолетнее травянистое растение с ветвистым от самого основания стеблем, с длинными раскинутыми ветвями, 2—25 см длиной. Нижние листья продолговато-яйцевидные или яйцевидно-ланцетовидные, коротко-заострённые, при основании обыкновенно туповатые, иногда с небольшими закруглёнными лопастями или же широко-клиновидные, на черешках равных или более длинных чем пластинка, которая 0,5—7 см длиной и 3—12 мм шириной. Верхние листья ланцетовидные или линейно-ланцетовидные, с клиновидным основанием, коротко-черешковые.
Цветочные мутовки немного отставленные одна от другой, образующие на ветвях облиственные кисти. Цветоножки сочленённые при основании. Внутренние доли околоцветника при плодах яйцевидно-треугольные 2—2,5 мм длиной и 1—1,5 мм шириной, с каждой стороны с тремя щетиновидными зубчиками, равными ширине доли или в 1,5 раза длиннее её. Все они с овальными, туповатыми на верхнем конце желвачками, ширина которых вдвое менее длины.

## Распространение и экология
Центральная и Восточная Европа, Сибирь, Средняя Азия, Монголия. Встречается на заливных лугах, по влажным песчаным местам и берегам водоемов, также на солонцах и около дорог.

## Синонимы
- Rumex crispatulus Meisn. (1856), nom. inval.
- Rumex pulcherrimus Schult. & Schult.f. (1830)
- Rumex rubellus Steud. (1821)